# Abdelfattah Kilito
 (mai 2023).
Si vous disposez d'ouvrages ou d'articles de référence ou si vous connaissez des sites web de qualité traitant du thème abordé ici, merci de compléter l'article en donnant les références utiles à sa vérifiabilité et en les liant à la section « Notes et références ».
Abdelfattah Kilito, né le 10 avril 1945 à Rabat (Maroc), est un universitaire et un écrivain marocain.
Spécialiste des littératures arabes anciennes, professeur à la faculté de lettres de Rabat (Université Mohammed V), il a enseigné aussi à Paris, Princeton et Harvard.

## Œuvre

### Romans et nouvelles
(mars 2023).
- « Le jeune homme et la femme », Librement, no 1, 1988 ; rééditée dans la revue Les Amis de l’Ardenne sous le titre « La femme et le jeune homme », no 32, avril 2011, adapté en court métrage par Bousselham Daïf sous le titre Mannequin.
- La Querelle des images, Casablanca, Éd. Eddif, 1995.
- « Mennana », in Nouvelles du Maroc, Éd. Paris-Méditerranée, 1999.
- En quête, Montpellier, Éd. Fata Morgana, 1999. Rééd. dans Le Cheval de Nietzsche, Le Fennec, 2007.
- Le Cheval de Nietzsche, Casablanca, Éd. Le Fennec, 2007. Outre Le Cheval de Nietzsche, ce livre reprend En quête, ainsi que deux textes narratifs, « Moïra » et « Le  balcon d’Averroès ».
- Dites-moi le songe, Arles, Éd. Sindbad-Actes Sud, 2010.
- Par Dieu, cette histoire est mon histoire, Casablanca, Éd. La Croisée des chemins, 2022.
- En quête, nouvelles, Fata Morgana, 1999.

### Essais
(mars 2023).
- Les Séances, récit et codes culturels chez Hamadhânî et Harîrî, Paris, Éd. Sindbad, 1983 ;
- L’Auteur et ses doubles, essai sur la culture arabe classique, Paris, Éd. du Seuil, 1985 (avec une préface de Roger Allen) ;
- L'Absent, en arabe (Al-ghâ’ib), Casablanca, Éd. Toubkal, 1987 ;
- Ruptures…, en arabe (Al-hikâya wat-ta’wîl), Éd. Toubkal, 1988 ;
- L’Œil et l’aiguille, essais sur « Les Mille et Une Nuits, Paris, Éd. La Découverte, 1992 ; réédité par Le Fennec, Casablanca, 1992 (avec une préface d'André Miquel) ;
- La Langue d’Adam, Casablanca, Éd. Toubkal, 1995 ;
- Les Pistaches d’Aboul ‘Ala’ al-Ma‘arri, en arabe Aboul ‘Ala’ al-Ma’arri aw matâhât al-qawl, Casablanca, Éd. Toubkal, 2000 ;
- Tu ne parleras pas ma langue, en arabe (Lan tatakallama lughati), Dar Attali’a, 2002 ;
- Les Arabes et l’art du récit, Éd. Sindbad-Actes Sud, 2009 (avec une préface de Roger Allen) ;
- Je parle toutes les langues, mais en arabe, Éd. Sindbad-Actes Sud, 2013 ;
- Celui qu’on cherche habite à côté, Casablanca, Éd. La Croisée des chemins, 2018 ;
- À l’encre sympathique, en arabe (Bihibrin khafiy), Toubkal, 2018 ;
- Fî jawwin min an-nadami al-fikrî (En un véritable repentir intellectuel), Éd. Al-mutawassit, 2020.

- Les Séances : récits et codes culturels chez Hamadhânî et Harîrî[1], Sindbad, 1983) ;
- L'Auteur et ses doubles : essai sur la culture arabe classique, Le Seuil, 1985 ;
- L'Œil et l'Aiguille : essai sur 'Les mille et une nuits', La Découverte, 1992 ;
- Les Mille et Une Nuits : du texte au mythe : actes du colloque international de littérature comparée : Rabat, les 30, 31 octobre et 1er novembre 2002 (coordination Jean-Luc Joly et Abdelfattah Kilito), Rabat, Faculté des lettres et Sciences humaines, 2005
- Tu ne parleras pas ma langue (essai traduit de l'arabe par Francis Gouin, Actes Sud-Sindbad 2008)
- Les Arabes et l'art du récit : une étrange familiarité (Sindbad-Actes Sud, 2008)
- Dites-moi le songe (Sindbad-Actes Sud, 2010)
- Je parle toutes les langues, mais en arabe (Sindbad-Actes Sud, 2013)

## Honneurs
Abdelfattah Kilito a obtenu en 1989 le Prix du Maroc du livre, en 1996 le prix du Rayonnement de la langue française attribué par l'Académie française et en 2007, le prix Sultan Bin Ali al-Oweis.
Abdelfetah Kilito reçoit le prix Roi Fayçal de langue et littérature arabes (2023).